# Дальня
Дальня (пол. Dalnia) — село в Польщі, у гміні Стшеґово Млавського повіту Мазовецького воєводства.
Населення — 85 осіб (2011).
У 1975-1998 роках село належало до Цехановського воєводства.

## Демографія
Демографічна структура станом на 31 березня 2011 року:
|          | Загалом | Допрацездатний вік | Працездатний вік | Постпрацездатний вік |
| -------- | ------- | ------------------ | ---------------- | -------------------- |
| Чоловіки | 48      | 8                  | 35               | 5                    |
| Жінки    | 37      | 6                  | 18               | 13                   |
| Разом    | 85      | 14                 | 53               | 18                   |